# Straight Edge Society
De Straight Edge Society was een professioneel worstelteam dat actief was in het World Wrestling Entertainment (WWE) op SmackDown. Dit team bestond uit CM Punk, Luke Gallows, Joey Mercury en Serena (valet). Het team werd ontbonden op 24 september 2010 nadat Serena's WWE contract niet werd verlengd en dat Joey Mercury maandenlang aan de kant stond vanwege een grote borstspierblessure.

## In worstelen
- Punk's finishers
  - Anaconda vise
  - GTS – Go To Sleep

- Gallows' finishers
  - Gallows Pole / Twelfth Step

- Serena's finishers
  - Fireman's carry gutbuster

- Entree themes
  - "This Fire Burns" van Killswitch Engage